# Louis Cambrézy
Pour les articles homonymes, voir Cambrésis.
Louis Léon Cambrézy, né le 28 août 1874 à Cayeux-sur-Mer, dans la Somme, est un colon et industriel français, fondateur du journal L'Écho du Sud. Il a une grande influence sur la politique de la colonie de Madagascar au XXe siècle. 

## Biographie

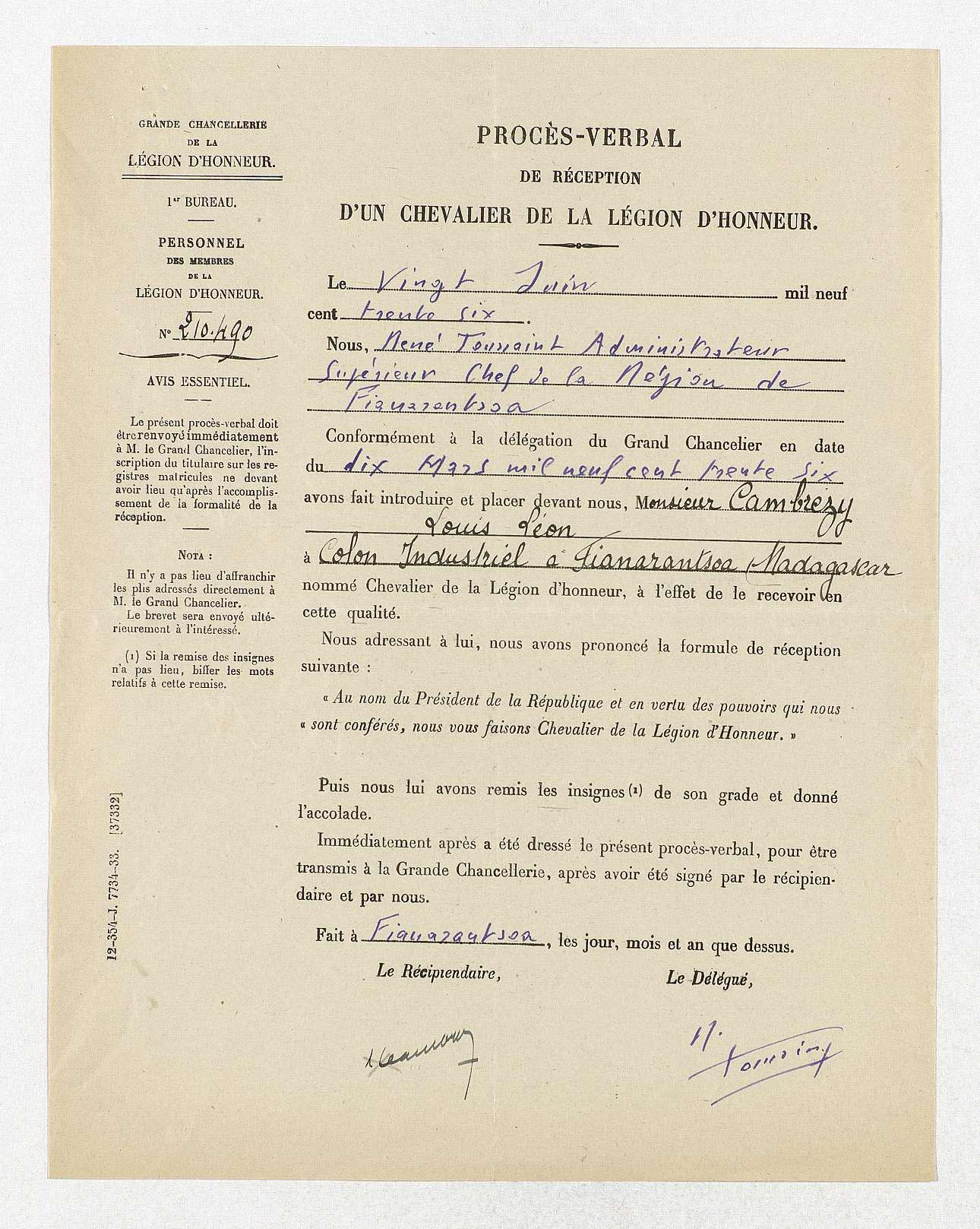
Procès-verbal de la réception de Louis Cambrézy en tant que Chevalier de la Légion d'honneur.

### Jeunesse
Après son service militaire en 1894, il est affecté au 13e régiment d'infanterie coloniale et prend part à la Deuxième Expédition de Madagascar de 1895 à 1897. À la fin du conflit, le gouvernement français incite les soldats à rester sur place afin de coloniser l'île. Louis Cambrézy décide alors de rester sur l'île.

### Carrière
À la suite de son installation définitive sur la Grande Île, il devient successivement agent commercial, commerçant, exploitant minier et ingénieur des travaux publics. En 1901, il intègre la Chambre consultative de Mananjary. De 1903 à 1907, il devient secrétaire puis vice-président de la Chambre consultative d'Ambositra. Lors de la Première Guerre Mondiale, il obtient un sursis en 1914 et ne prend pas part au conflit.
En 1929, il fonde le journal L'Écho du Sud à Fianarantsoa dont le premier numéro paraît le 13 avril 1929. Cet hebdomadaire prend la relève de La Voix du Sud, un autre journal de Fianarantsoa fondé par Jules Thibier et disparu l'année précédente.
En 1935, il est fait chevalier de la Légion d'honneur par Louis Rollin, alors Ministre des colonies. Durant la Seconde Guerre mondiale, il est stigmatisé par le régime de Vichy pour son appartenance à la franc-maçonnerie.

## Situation familiale
Il se marie une première fois le 16 mars 1898 à Boulogne-sur-Mer avec Octavie Joséphine Capron, puis une deuxième fois le 23 mars 1935 à Fianarantsoa avec Renée Lucie Lebourdais.

## Décorations
- Chevalier de la Légion d'honneur
- Chevalier de l'Étoile d'Anjouan
- Médaille coloniale